# Kovalan

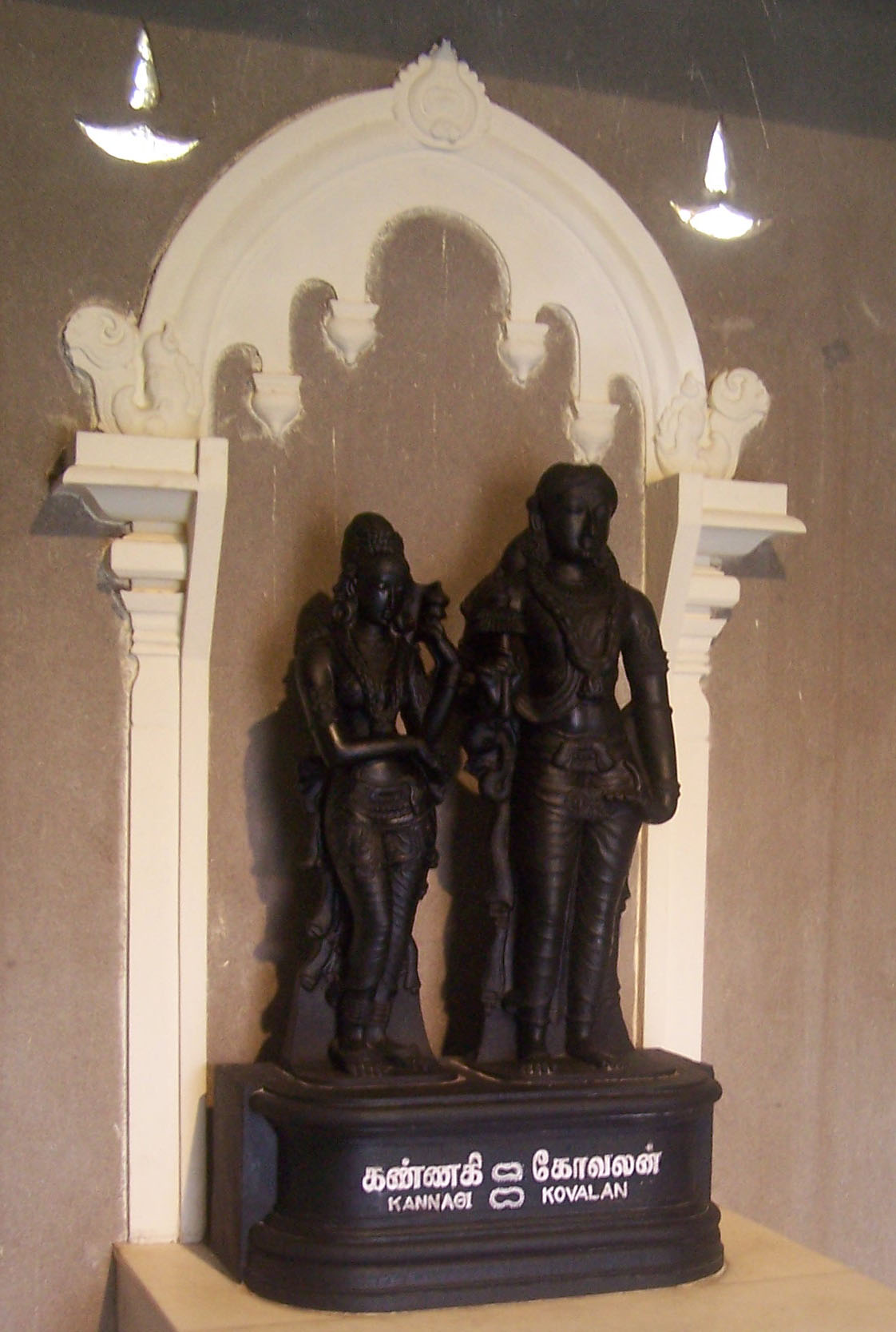
Escultura de Kannagi y Kovalan en Poompuhar [Puhar] - TamilNadu - India

Kovalan es el personaje central en el antiguo Silappatikaram un épico de Tamil.
Kovalan, el hijo de un rico comerciante en Kaveripattinam, se casó con Kannagi la agradable hija de otro comerciante. Vivieron juntos felizmente en la ciudad de Kaveripattinam, hasta Kovalan conoció a la cortesana que se llama Madhavi y se enamoró de ella. En su encaprichamiento, dejó a Kannagi y gradualmente gastó toda su riqueza en la bailarina. Por último, sin un centavo, Kovalan se dio cuenta de su error y regresó a Kannagi después de un año. Su único activo era un precioso par de ajorcas (Tamil: Silambu), llenó de gemas que ella le dio a él voluntariamente. Con éstas como su capital fueron a la gran ciudad de Madurai, donde Kovalan esperaba recuperar sus fortunas gracias al comercio. 
La ciudad de Madurai era gobernada por Neduncheziyan, rey del Pandya. A su llegada a Madurai, Kovalan salió de viaje para vender las ajorcas de Kannagi. Mientras iba a vender las ajorcas, fue detenido por los guardias del rey por el presunto robo de una de las ajorcas del tobillo de la reina. Por orden del rey, fue decapitado sin juicio. Cuando Kannagi fue informada de esto, ella se puso furiosa y partió a demostrar la inocencia de su esposo al rey, mostrándole las ajorcas.
Kannagi llegó ante la corte del rey, abrió rompiendo la ajorca, que había cogido a Kovalan y demostró que contenían rubíes en lugar de perlas, que era lo que contenían las ajorcas de la reina. Dándose cuenta de su culpa, el rey y la reina se murieron de la vergüenza. Insatisfecha, Kannagi se arrancó un pecho y lo arrojó a la ciudad, profiriendo una maldición con la cual, la ciudad sería quemada. Debido a su extrema pureza, su maldición se hizo realidad.
- Datos: Q6434829